# Olimpia (Orlando furioso)
Olimpia è un personaggio dell'Orlando furioso, presente nei canti IX, X e XI del poema.

## Olimpia nel poema ariostesco
Contessa di Olanda, Olimpia è promessa sposa di Bireno. Arbante, il giovane e violento principe di Frisia, la corteggia invano e in seguito all'ennesimo rifiuto suo padre Cimosco imprigiona Bireno e invade le terre di Olimpia con un esercito, per poi far uccidere quasi tutti i parenti della nobildonna. Costretta con la forza a sposare Arbante, Olimpia reagisce riuscendo a provocare la morte del principe la notte stessa delle nozze, e grazie a Orlando libera Bireno, scampando anche alla vendetta di re Cimosco, che sarà quindi ucciso dal paladino di Francia. Tuttavia le sventure per Olimpia non sono terminate. Bireno, innamoratosi della figlia di Cimosco, abbandona la fidanzata su un'isola deserta; Olimpia viene poi catturata dagli abitanti di Ebuda, che la offrono in pasto all'Orca, ma anche stavolta è Orlando a salvarla. Infine la contessa troverà il vero amore nella persona di Oberto, re di Ibernia.

## Opere liriche basate sulla storia di Olimpia
- Olimpia vendicata, musiche di Alessandro Scarlatti, libretto di A. Aureli, 1685
- Olimpia tradita, musiche di Antonio Sacchini, libretto anonimo, 1758
- Olimpia, musiche di Giovanni Paisiello, libretto di A. Trabucco, 1768

## Nella cultura di massa
- Nell'opera lirica Orlando di Antonio Vivaldi, che riprende diversi episodi del testo ariostesco, Bradamante cerca di far credere alla fata Alcina di essere Olimpia (che invece non appare mai in carne e ossa).
- Nello spettacolo teatrale Orlando furioso del 1969 e nello sceneggiato televisivo del 1975, entrambi diretti da Luca Ronconi, Olimpia è interpretata da Mariangela Melato.